# (21060) 1991 JC
1991 جاي سي (ويعرف أيضًا باسم (21060) 1991 جاي سي وفق تسمية الكوكب الصغير) (بالإنجليزية: 1991 JC)‏ هو كويكب ضمن حزام الكويكبات؛ وترتيبه 21060 من حيث الاكتشاف.
اكتُشف هذا الجُرم الفلكي بواسطة تاكيشي أوراتا ‏ في 2 مايو 1991.

## وصلات خارجية
- (21060) 1991 JC في قاعدة بيانات مختبر الدفع النفاث لأجرام النظام الشمسي الصغيرة

- الاكتشاف · مخطط المدار ·  العناصر المدارية · المعلمات المادية

- (21060) 1991 JC على موقع ويكي سكاي: DSS2, SDSS, GALEX, IRAS, Hydrogen α, X-Ray, Astrophoto, Sky Map, Articles and images